# Bierzyn (województwo kujawsko-pomorskie)
Bierzyn – wieś w Polsce, położona w województwie kujawsko-pomorskim, w powiecie włocławskim, w gminie Boniewo.
W latach 1975–1998 wieś administracyjnie należała do województwa włocławskiego. 
Według Narodowego Spisu Powszechnego (III 2011 r.) liczyła 211 mieszkańców. Jest piątą co do wielkości miejscowością gminy Boniewo.

## Integralne części wsi
| SIMC    | Nazwa      | Rodzaj    |
| ------- | ---------- | --------- |
| 1032367 | Bierzynek  | część wsi |
| 1032500 | Okuniewo   | część wsi |
| 1032516 | Pawłówek   | część wsi |
| 1032522 | Piaskowo   | część wsi |
| 1032580 | Wojnowo    | część wsi |
| 1032611 | Zieleniewo | część wsi |

## Historia
Bierzyn dawniej nazywany też Bierzino. W XVI wieku właścicielami wsi i folwarku byli Bierzyńscy. W XVII i XVIII wieku Bierzyn był w posiadaniu rodziny Umińskich. W roku 1791 wieś kupił hr. Konstanty Bniński. W końcu XIX wieku w Bierzynie było 588 mórg ziemi i dwór. Wieś należała do gminy Pyszkowo. W latach międzywojennych XX wieku właścicielami folwarku Bierzyn byli Porowscy.

## Osoby związane z Bierzynem
Kajetan Umiński – skarbnik inowrocławski, podwojewodzi  brzesko-kujawski, właściciel Bierzyna w II połowie XVIII wieku.
Grzegorz Woźniak - Operator motopompy. Chyba sołtys. Ojca Piotra Woźniaka.
Piotr Woźniak - Syn Grzegorza Woźniaka, operatora motopompy, chyba sołtysa. Operator wózków widłowych UDT.